# バインマット

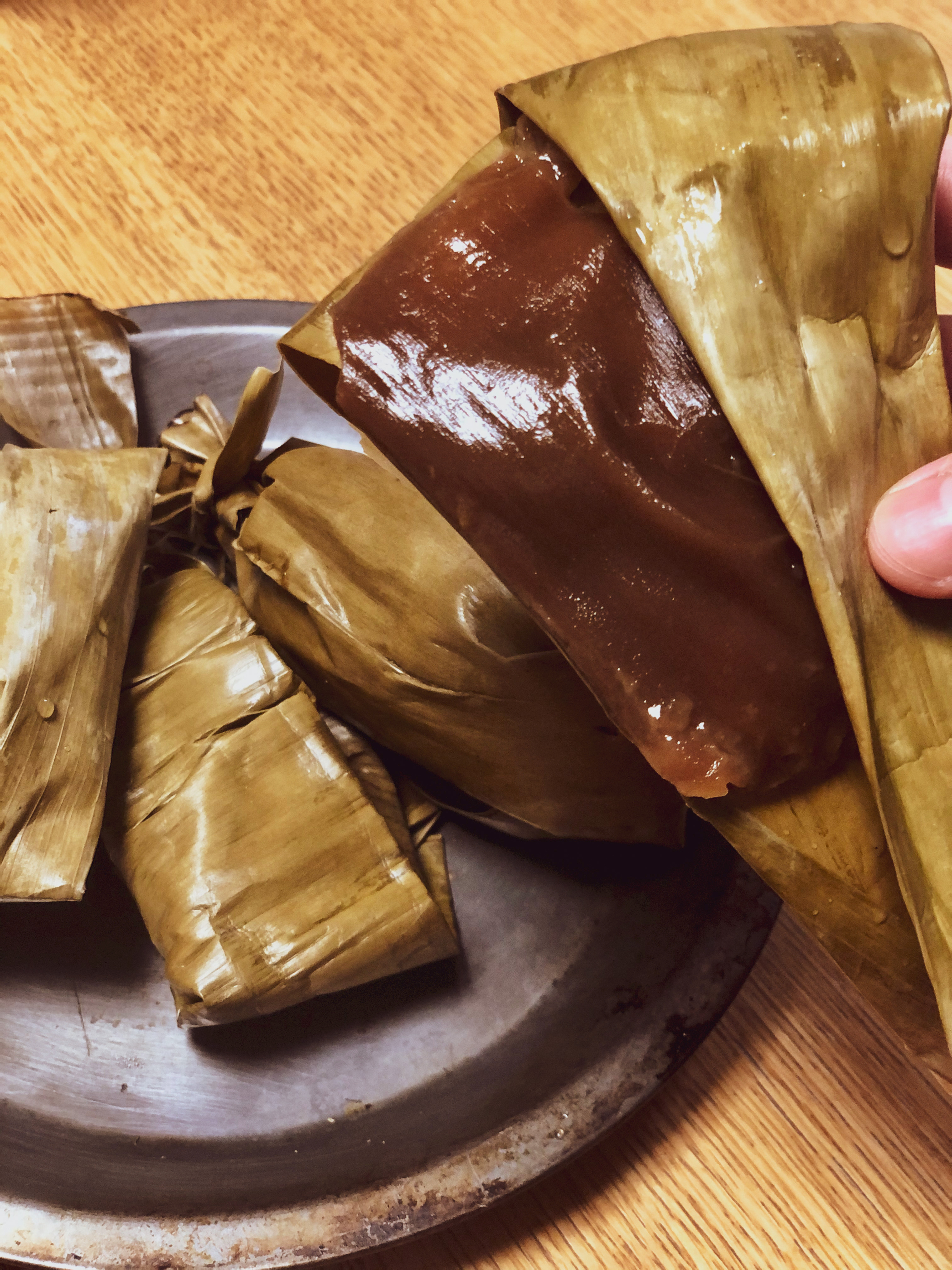
バインマット

バインマット（ベトナム語：Bánh mật）は、ベトナムの菓子である。黒蜜で甘く味付けした餅菓子で、サヤインゲンを入れて作ることもある。